# Sveti Ivan (Buzet)
Pour les articles homonymes, voir Sveti Ivan.
Sveti Ivan (en italien : San Giovanni) est une localité de Croatie située en Istrie, dans la municipalité de Buzet, dans le comitat d'Istrie. En 2001, la localité comptait 198 habitants.

## Démographie
| 1948 | 1953 | 1961 | 1971 | 1981 | 1991 | 2001 |
| ---- | ---- | ---- | ---- | ---- | ---- | ---- |
| 206  | 191  | 160  | 144  | 128  | 191  | 198  |